# Ardisa
Ardisa é um município da Espanha na província de Saragoça, comunidade autónoma de Aragão. Tem 27,18 km² de área e em 2021 tinha 76 habitantes (densidade: 2,8 hab./km²).

## Demografia
| Variação demográfica do município entre 1991 e 2004 | Variação demográfica do município entre 1991 e 2004 | Variação demográfica do município entre 1991 e 2004 | Variação demográfica do município entre 1991 e 2004 |
| --------------------------------------------------- | --------------------------------------------------- | --------------------------------------------------- | --------------------------------------------------- |
| 1991                                                | 1996                                                | 2001                                                | 2004                                                |
| 79                                                  | 85                                                  | 74                                                  | 82                                                  |